# 伊萬·季堅科夫
伊萬·伊萬諾維奇·季堅科夫（1953年11月5日—）是白俄羅斯的政治人物。

## 生平
1953年生於白俄羅斯莫吉廖夫州科斯秋科維奇區克列維奇村。1981年畢業於白俄羅斯農業學院。 1990年至1994年 - 白俄羅斯最高委員會代表。1994年總統選舉積極為亞歷山大·盧卡申科輔選。勝利後，他成為白俄羅斯總統辦公廳主任。季堅科夫在蘇聯時期擔任莫吉廖夫地區黨委農業部副部長、莫吉廖夫地區克拉斯諾波爾斯基區黨委第一書記。
1995年關於改變國家象徵問題的公民投票結果公佈後，他和一個支持小組爬上明斯克總統府大樓的屋頂，取下了白紅白旗將其剪成碎片，簽上名字作為紀念品。
1999年，他辭去白俄羅斯共和國總統辦公廳主任的職務。